# زیباک (افغانستان)
زیباک (به لاتین: Zebak) یک منطقهٔ مسکونی در افغانستان است که در ولسوالی زیباک واقع شده‌است.